# Benznidazol
Benznidazol (Handelsname u. a. Rochagan (BR); Ersthersteller Hoffmann-La Roche) ist ein Arzneistoff aus der Gruppe der Nitroimidazole, der in der Behandlung der akuten Phase der Chagas-Krankheit eingesetzt wird.

## Klinische Angaben
Benznidazol wird von der WHO zur Behandlung der akuten Chagas-Krankheit empfohlen. Die Wirksamkeit bei chronischer Erkrankung ist umstritten und wird derzeit in einer von der WHO mitfinanzierten klinischen Studie geprüft.

Der Einsatz von Benznidazol wird durch teils erhebliche Nebenwirkungen eingeschränkt. Am schwerwiegendsten sind thrombozytopenische Purpura und Agranulozytose; in solchen Fällen muss die Therapie unverzüglich abgebrochen werden.

## Pharmakologische Eigenschaften
Benznidazol wirkt über die Generierung freier Radikale bei seiner Metabolisierung. Der Erreger der Chagas-Krankheit, Trypanosoma cruzi, ist sehr empfindlich gegenüber freien Radikalen, weil Enzyme zum Abbau solcher Radikale fehlen oder nur niedrige Aktivität haben.

In Tierversuchen wurden nach Gabe von Benznidazol Schädigungen der Nebenniere, des Dickdarms und der Speiseröhre beobachtet. Benznidazol gilt als mutagen und Karzinogenität wurde in manchen nichtklinischen Studien gezeigt, es fanden sich aber in behandelten Patienten keine Hinweise für solche Effekte im Menschen. Für die toxische Wirkung muss die Nitrogruppe der Substanz enzymatisch reduziert werden.

## Sonstige Informationen
Benznidazol wurde in den frühen 1970er Jahren bei Roche entwickelt (Ro-71051). Seit den frühen 1980er Jahren ist es neben Nifurtimox die Standardtherapie bei der Chagas-Krankheit in Lateinamerika; die WHO hat Benznidazol in die Liste der unverzichtbaren Arzneimittel aufgenommen. In Europa sind keine Benznidazol-Präparate zugelassen; in den USA ist Benznidazol zu 12,5 mg und 100 mg Tabletten zugelassen, in Lateinamerika ist Benznidazol in Form von Tabletten mit 100 mg im Handel.
2003 spendete Roche Patent und verbliebene Medikamente Lafepe, einem staatseigenen Unternehmen Brasiliens.
Anfang Dezember 2015 wurde bekannt, dass sich Hedgefondsmanager Martin Shkreli mit seiner Firma KaloBios Pharmaceuticals Inc die Rechte für Benznidazol in den USA von der Firma Savant Neglected Diseases LLC verschafft hatte. Eine entsprechende Zulassung in den USA wollte man innerhalb eines Jahres erreichen.
Im August 2017 gab die FDA bekannt, dass der Hersteller von Benznidazol, Chemo Research, S. L., eine Zulassung (Priority Review Voucher) gemäß einer Bestimmung des Food and Drug Administration Amendments Act von 2007 erhalten hat. Diese Regelung zielt darauf ab, die Entwicklung neuer Medikamente und biologischer Produkte zur Prävention und Behandlung bestimmter Tropenkrankheiten zu fördern.